# アンナ・ゲレスハイム
アンナ・ゲレスハイム（Anna Louise Adolphine Eduardine Gerresheim、1852年3月8日 - 1921年12月1日）はドイツの画家である。おもに風景画を描き、パウル・ミューラー＝ケンプフやオスカー・フレンツェルとともにメクレンブルク＝フォアポンメルン州の海岸の街アーレンスホープ(Ahrenshoop)の芸術家村を形成した画家の一人である。

## 略歴
ドイツ北部、メクレンブルクのリーブニッツ(Ribnitz)で生まれた。父親は市会議員を務めた人物である。早くから画家になる希望を持っていたが当時女性を受け入れる美術学校は少なかったので、1879年に両親はドレスデンの画家アウグスト・トム・ディーク(August tom Dieck)の美術学校に入学させた。
父親が亡くなった後、1876年にベルリンに移り、ベルリンの王立アカデミーの女性クラスでカール・グッソーに学んだ。1880年にデンマークのシェラン島の海岸の町、ホアンベク（Hornbæk）の芸術家村を訪れ、1883年には3か月間、パリに滞在し、カロリュス＝デュランやジャン＝ジャック・エンネルに学んだ。1881年にベルリンのアカデミーの展覧会に作品を出展した。1884年にベルリンの女性美術家・美術愛好家協会(Verein der Künstlerinnen und Kunstfreundinnen)のメンバーになった。アーレンスホープに滞在するようになったのは1885年からで、1892年には画家になった姉のベルタ(Bertha: 1846–1916)と家を建てて住むようになり、1906年にはもう一人の姉、アウグステ(Auguste: 1838–1908)も一緒に住むようになった。3人の姉妹は結婚することは無かった。アンナ・ゲレスハイムは1921年にアーレンスホープで亡くなった。
ベルリンで学んでいる時代は、人物画や風俗画を描いていたが、デンマークのホアンベクを訪れた時にデンマークの画家、ペーダー・セヴェリン・クロイヤーやクリスチャン・サートマンの作品から影響を受けた。海岸の風景などを描いた。